# Kobe Universiade Memorial Stadium

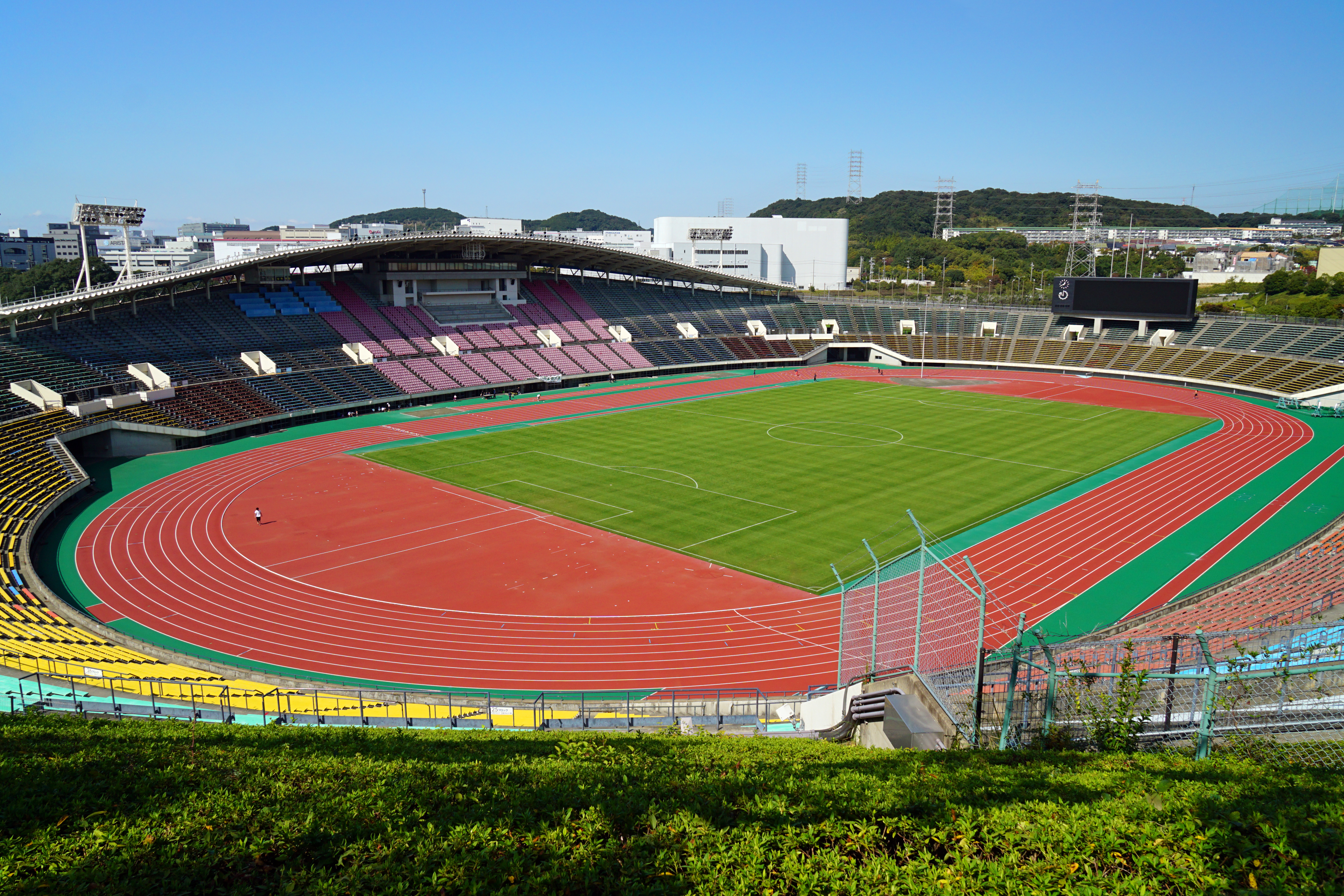
Kobe Universiade Memorial Stadium

Kobe Universiade Memorial Stadium är en multi-anläggning i Kobe Sports Park, Suma-ku, Kobe, Japan. Anläggningen används mestadels för fotboll och har plats för upp till 45000 åskådare. Stadion byggdes 1985 för det årets sommaruniversiad. Det var också huvudarenan för 2006 års National Sports Festival of Japan. 